# Alternaria solani
Alternaria solani ist ein Pilz aus der Gattung Alternaria. Die Art ist als Erreger der Dürrfleckenkrankheit ein bedeutender Pathogen der Kartoffel. Er befällt aber auch andere Arten aus der Familie der Nachtschattengewächse wie Tomaten.
A. solani tritt an Kartoffeln oft gemeinsam mit der eng verwandten Art Alternaria alternata auf, die die symptomatisch sehr ähnliche Sprühfleckenkrankheit auslöst. In der Literatur werden beide Erreger meist gemeinsam unter dem Oberbegriff „Alternaria-Krankheit an Kartoffeln“ behandelt.

## Biologie
A. solani vermehrt sich, wie alle Arten der Gattung Alternaria, ausschließlich asexuell. Das Myzel bildet septierte Konidienträger, an denen die goldgelben Konidien entstehen, einzeln oder in kleinen Gruppen aus. Die Konidien, die etwa acht Wochen lebensfähig sind, haben einen Schnabel, der mindestens so lang wie die Spore selbst ist. Ihre Form ist leicht gekrümmt und keulenförmig. In jeder Konidie befinden sich 9–11 meist ausschließlich querlaufende Septen.

## Entwicklungszyklus
Der Pilz überdauert als Saprophyt an abgestorbenem Pflanzenmaterial wie Ernteresten im Boden. Im Verlauf des Sommers bilden sich Sporen, die örtlich über Regenwasserspritzer vom Boden auf die unteren Blattetagen der Pflanzen übertragen werden. Dort entstehen bereits im Frühsommer (Ende Mai bis Ende Juni) erste  Befallsstellen. Bei günstigen Witterungsbedingungen (meist ab Mitte August) bilden sich dort Sporen, die sich über größere Distanzen verbreiten und neue Infektionen auslösen.
A. solani breitet sich in den Pflanzen nicht systemisch aus. Jede Befallsstelle wird von einer eigenen Infektion verursacht. 

## Ansprüche
Der Alternaria-Pilz hat vergleichsweise hohe Temperaturansprüche (20–25 °C), weshalb die sprunghafte Entwicklung im Bestand oft erst im Hochsommer (Ende August bis Anfang September) einsetzt. Für die Sporenbildung ist außerdem Trockenheit vorteilhaft. Allerdings benötigen die Sporen für ihre Keimung Feuchtigkeit. Optimale Bedingungen sind demnach längere warme Trockenperioden mit kurzen Feuchtigkeitsphasen (Niederschläge, Beregnung oder nächtliche Taubildung).
A. solani ist im Gegensatz zu anderen Pflanzenkrankheiten wie der Krautfäule, die Pflanzen unabhängig von ihrem allgemeinen Zustand infizieren, kein sehr aggressiver Erreger, sondern eher ein Schwächeparasit. Ein nennenswerter Befall setzt in der Regel erst in Stressphasen ein, wie bei einem Befall mit anderen Krankheiten, Wasserstress, Nährstoffmangel oder beginnender Abreife.

## Wirtspflanzenspektrum
Alternaria solani ist ein Krankheitserreger, der zahlreiche Arten aus der Familie der Nachtschattengewächse (Solanaceae) befällt. Besonders bedeutend ist er im Kartoffelanbau (Dürrfleckenkrankheit) und bei Tomaten. Darüber hinaus können auch einige Kreuzblütler wie Salat infiziert werden.

## Erreger der Dürrfleckenkrankheit an Kartoffeln

### Bedeutung
Als Auslöser der Dürrfleckenkrankheit ist Alternaria solani in Mitteleuropa seit Jahrzehnten im Kartoffelanbau bekannt. Die Krankheit trat aber in Deutschland lange Zeit wirtschaftlich nicht in Erscheinung. Bedeutsame Schäden werden erst etwa seit Beginn des 21. Jahrhunderts beobachtet. In Nordrhein-Westfalen berücksichtigte der Kartoffelkrankheitenwarndienst den Alternariabefall das erste Mal im Jahr 2002. Seitdem hat der Erreger regelmäßig einen pflanzenschutzrelevanten Befallsgrad erreicht, besonders in den Jahren 2006 und 2011, wobei das Schadpotenzial der wichtigsten Kartoffelkrankheit, der Krautfäule, bei weitem nicht erreicht wurde.
In einigen Bundesländern gehen die Landwirtschaftskammern davon aus, dass die Aggressivität der Krankheit in Zukunft weiter zunehmen könnte. In anderen wird der Pilz eher als Schwächeparasit eingestuft, der bei einer guten Kulturführung nicht überbewertet werden sollte. Auf jeden Fall ist die Krankheit „Alternaria an Kartoffeln“ ein aktuelles Thema in der Kartoffelforschung.
Seit die Alternaria-Problematik im Kartoffelanbau zunimmt, werden auch verstärkt Unterschiede zwischen den beiden beteiligten Alternaria-Arten festgestellt. Lange Zeit galten A. solani und A. alternata als gleichzeitig vorkommende Pilze, die die Krankheit im Zusammenspiel auslösen. Mittlerweile ist bekannt, dass beide Pilze auch einzeln auftreten, verschiedene Befallszeitpunkte haben und sich in ihrem Schadbild geringfügig unterscheiden. Die Krankheit „Alternaria an Kartoffeln“ wird deshalb mittlerweile oft in die Dürrfleckenkrankheit (A. solani) und die Sprühfleckenkrankheit (A. alternata) unterteilt. 2010 wurden in NRW Monitoring-Projekte und Laboranalysen zur Unterscheidung eingeführt.

### Symptome
Typisches Symptom der Krankheit sind die schokoladenbraunen Nekrosen auf den Blättern (Dürrflecken). Diese erst winzigen Flecken werden rasch größer bis zu einer Ausdehnung von etwa 2 cm. Bei starkem Befall wachsen die Flecken zusammen und können so die gesamte Blattmasse zerstören. Einzelne Flecken können sich auch auf den Stängeln bilden.
Die Flecken sind tendenziell rund, werden aber in der Regel von Blattadern begrenzt, so dass sie eine eckige Grundform annehmen. Sie sind stets deutlich vom gesunden Gewebe abgegrenzt. In den meisten Flecken sind außerdem konzentrische Ringstrukturen sichtbar, was in größeren Blattflecken bereits mit bloßem Auge erkennbar ist. Das abgestorbene Gewebe ist brüchig, so dass es leicht einreißt oder in Teilen herausbricht.
Besonders erste Befallsstellen im Frühsommer vor Reihenschluss werden oft übersehen, da in diesem Zeitraum der Blattmassezuwachs der Kartoffel besonders hoch und die Infektionsrate eher niedrig ist.
Die Krankheit auf den Knollen wird als Hartfäule bezeichnet. Stellen auf den Knollen sinken ein, werden hart, morsch und verfärben sich braun. Sie sind scharf vom noch gesunden Gewebe abgegrenzt. Ein systemischer Befall der Knollen über die Leitungsbahnen, wie er bei der Krautfäule auftritt, kommt bei A. solani nicht vor. Auch können Alternaria-Sporen nicht aktiv die Schale gesunder Knollen durchbrechen. Der Erreger ist demnach auf Verletzungen angewiesen, um die Knollen zu befallen. Typischerweise erfolgt diese Infektion erst im Verlauf der Ernte, weshalb die Krankheitssymptome an den Knollen erst im Verlauf der Lagerung auftreten. 
Die Anfälligkeit der Kartoffeln für A. solani ist insgesamt stark sortenabhängig. Da die Krankheit oft erst im Spätsommer einsetzt, ist ihr Schadpotential besonders bei späten Sorten hoch.

### Abgrenzung zur Sprühfleckenkrankheit
Die Sprühfleckenkrankheit A. alternata ist oft eng mit A. solani vergesellschaftet. Häufig treten beide Krankheiten gleichzeitig auf. Die Symptome sind ebenfalls sehr ähnlich, weshalb für eine genaue Unterscheidung eine Laboranalyse notwendig ist. Im Feld lassen sich die beiden Arten allerdings auf Grund einiger Merkmale trennen: Die Sprühfleckenkrankheit tritt allgemein früher auf. Der Befallshöhepunkt liegt oft bereits im Juni, also bis zu acht Wochen vor dem entscheidenden Infektionszeitraum von A. solani. Darüber hinaus sind die Nekrosen bei A. alternata sehr viel kleiner. Es handelt sich nicht um vereinzelte größere Flecken, sondern um äußerst zahlreiche Punktnekrosen von wenigen Millimetern Größe („Sprühbefall“).

### Bekämpfung
Die Dürrfleckenkrankheit kann indirekt sehr wirkungsvoll durch die Wahl toleranter Sorten, die Einhaltung einer Fruchtfolge und eine gute Kulturführung mit einer ausgewogenen Nährstoff- und Wasserversorgung reguliert werden.
Darüber hinaus sind zahlreiche Fungizide, die routinemäßig gegen die Krautfäule eingesetzt werden, auch gegen Alternaria-Arten wirksam. Die Krankheit wird im konventionellen Anbau üblicherweise mit zwei bis drei gezielten Behandlungen (Warnhinweise beachten) in der Wuchsphase der Kartoffeln bekämpft. Allerdings sind in Deutschland bereits einige Alternaria-Stämme mit Fungizidresistenzen aufgetreten.